# جون بادهام
جون بادهام (بالإنجليزية: John Badham)‏ هو مخرج أفلام أمريكي بريطاني، ولد في 25 أغسطس 1939 في لوتن في المملكة المتحدة.

## وصلات خارجية
- الموقع الرسمي
- جون بادهام على موقع IMDb (الإنجليزية)
- جون بادهام على موقع روتن توميتوز (الإنجليزية)
- جون بادهام على موقع مونزينجر (الألمانية)
- جون بادهام على موقع ألو سيني (الفرنسية)
- جون بادهام على موقع أول موفي (الإنجليزية)
- جون بادهام على موقع قاعدة بيانات الأفلام السويدية (السويدية)
- جون بادهام على موقع إن إن دي بي (الإنجليزية)
- جون بادهام على موقع قاعدة بيانات الفيلم (الإنجليزية)
- جون بادهام على موقع كينوبويسك (الروسية)